# 펄고기과
펄고기과(Umbridae)는 민물꼬치고기목에 속하는 조기어류과의 하나이다. 북반구 온대 지역의 민물 서식지에서 발견된다. 일반적으로 작은 물고기이며, 가장 큰 종이 33cm정도이며, 보통 이의 절반 정도 크기이다.

## 분포
펄고기속(Umbra)은 3종을 포함하고 있다. 동부펄고기(U. pygmaea)와 중앙펄고기(U. limi) 그리고 유럽펄고기(U. krameri)이다. 동부펄고기는 미국 동부와 캐나다 동남부에서 발견된다. 중앙펄고기는 오대호 지역의 전역과 북아메리카의 미시시피강 분지에 분포한다. 유럽펄고기는 유럽의 도나우강과 드네스트르강 분지에서 발견된다.

## 하위 속
펄고기과는 3개 속을 포함하고 있다.
- 델리아속 (Dallia)
- 새펄고기속 (Novumbra)
- 펄고기속 (Umbra) - 동부펄고기(U. pygmaea) 및 중앙펄고기(U. limi) 포함